# Kirschessigfliege
Die Kirschessigfliege (Drosophila suzukii), Schweizerdeutsch Chriesessigflüüge und Baseldeutsch Girschessigfliäge, ist eine Art aus der Familie der Taufliegen (Drosophilidae) und ist eng mit Drosophila melanogaster verwandt. Sie ist in Südostasien beheimatet und wurde 1931 von Shonen Matsumura erstbeschrieben. In Japan wurde sie bereits 1916 von T. Kanzawa beobachtet. In den 1930er Jahren wurde Drosophila suzukii in Japan, Korea und China nachgewiesen,
1980 in Hawaii, im August 2008 in Kalifornien, Oregon, Washington, British Columbia und Florida, 2010 in South Carolina, North Carolina, Louisiana, Utah, Michigan und Wisconsin. Im gleichen Zeitraum wurde sie auch in mehreren europäischen Ländern festgestellt; 2009 in Spanien, Frankreich, Italien und Slowenien, 2011 in der Schweiz, Österreich, Belgien und Deutschland.
Die Art gilt im Obstbau als Schädling, da sie die reifenden Früchte von Kirschen, Heidelbeeren, Himbeeren, Brombeeren, Pfirsichen, Pflaumen, Nektarinen, Aprikosen, Trauben und anderen schädigt. Durch ihre enorm schnelle Vermehrung können große Schäden verursacht werden. Der kurze Generationszyklus der Kirschessigfliege macht sie zu einem mit heutigen Insektiziden schwer bekämpfbaren Insekt.

## Merkmale
Wie andere Mitglieder der Taufliegen-Familie, ist Drosophila suzukii klein, hat eine Länge von etwa 2–3,5 mm sowie eine Spannweite von 5–6,5 mm und sieht ihren Verwandten sehr ähnlich. Ihr Körper ist gelb bis braun gefärbt mit dunkleren Streifen auf dem Bauch und sie hat rote Augen. Das Männchen hat einen deutlichen, dunklen Fleck nahe der Spitze jedes Flügels. Die Weibchen haben keine gefleckten Flügel. Das Weibchen hat einen langen, scharfen, gezähnten Eiablageapparat. Mit diesem ritzt es die Früchte auf und legt die Eier hinein.
Die weißen und zylindrischen Larven werden 3,5 mm lang. Im Gegensatz zur verwandten Essigfliege, die in erster Linie von faulenden oder gärenden Früchten angezogen wird, leben die Larven von Drosophila suzukii von frischen, reifen Früchten. Die Eiablage erfolgt unter die weiche Haut und die Larven schlüpfen und entwickeln sich in der Frucht.

Kirschessigfliege Drosophila suzukii
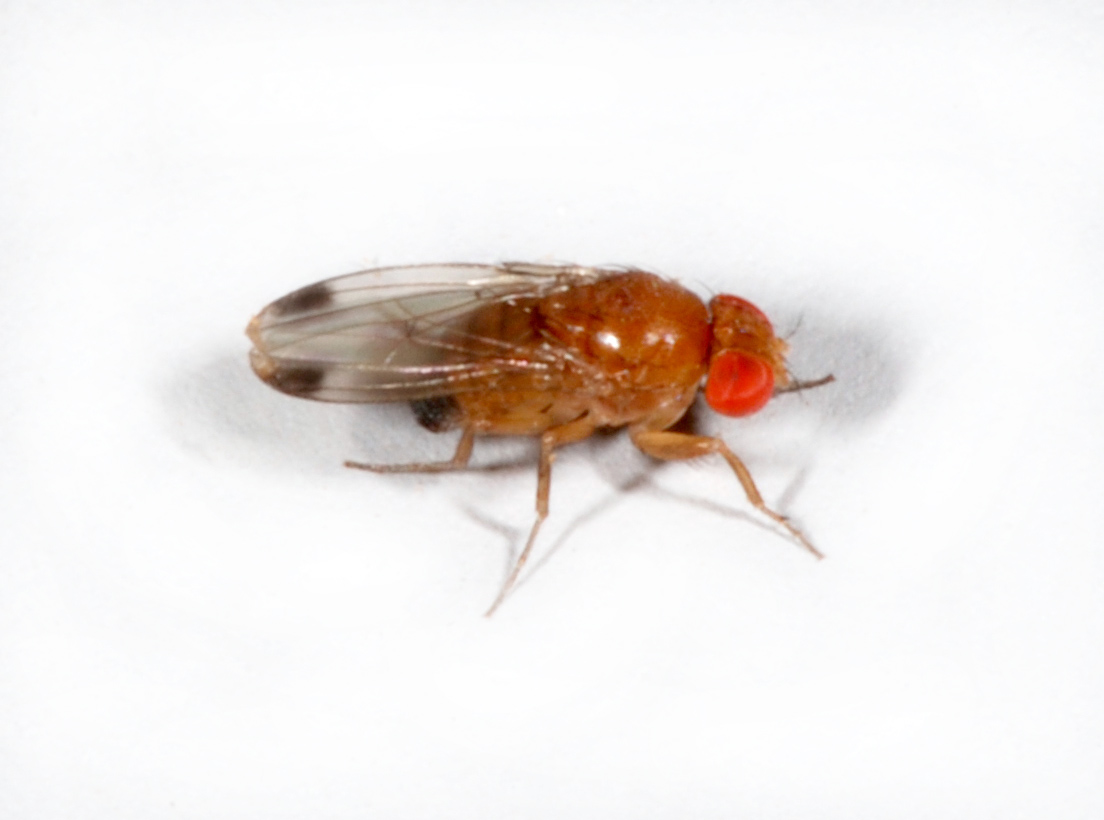
Drosophila suzukii – Männchen
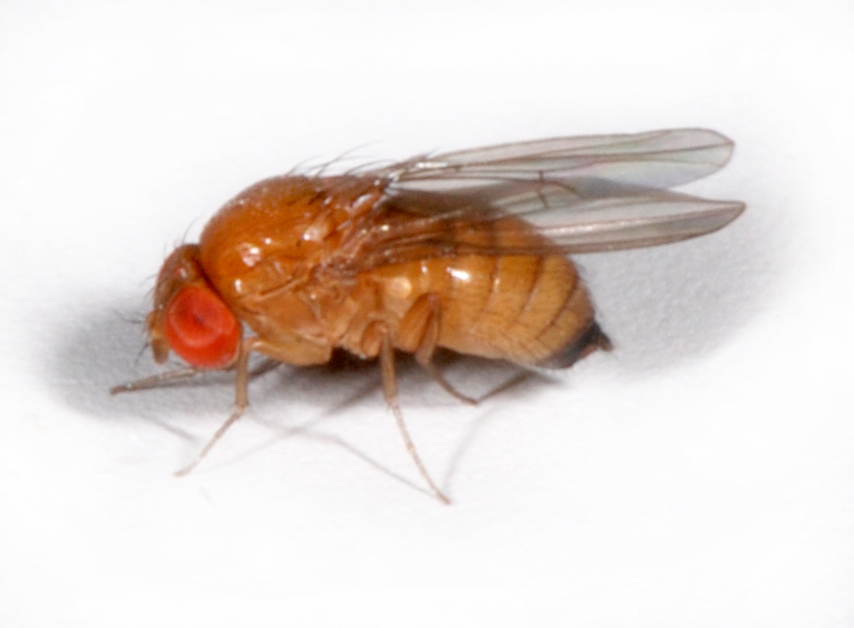
Drosophila suzukii – Weibchen
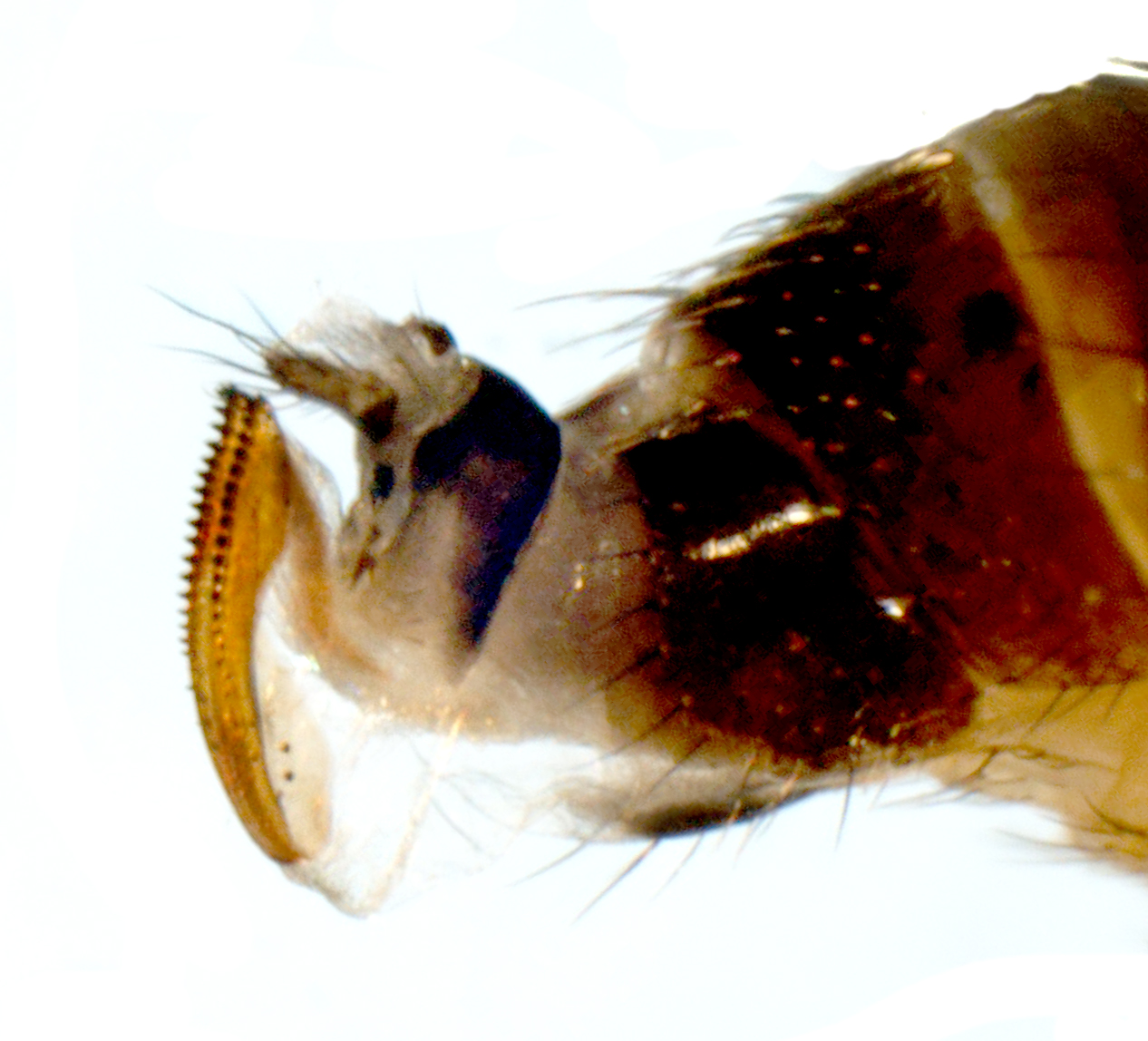
Gezähnter Eiablageapparat des Weibchens
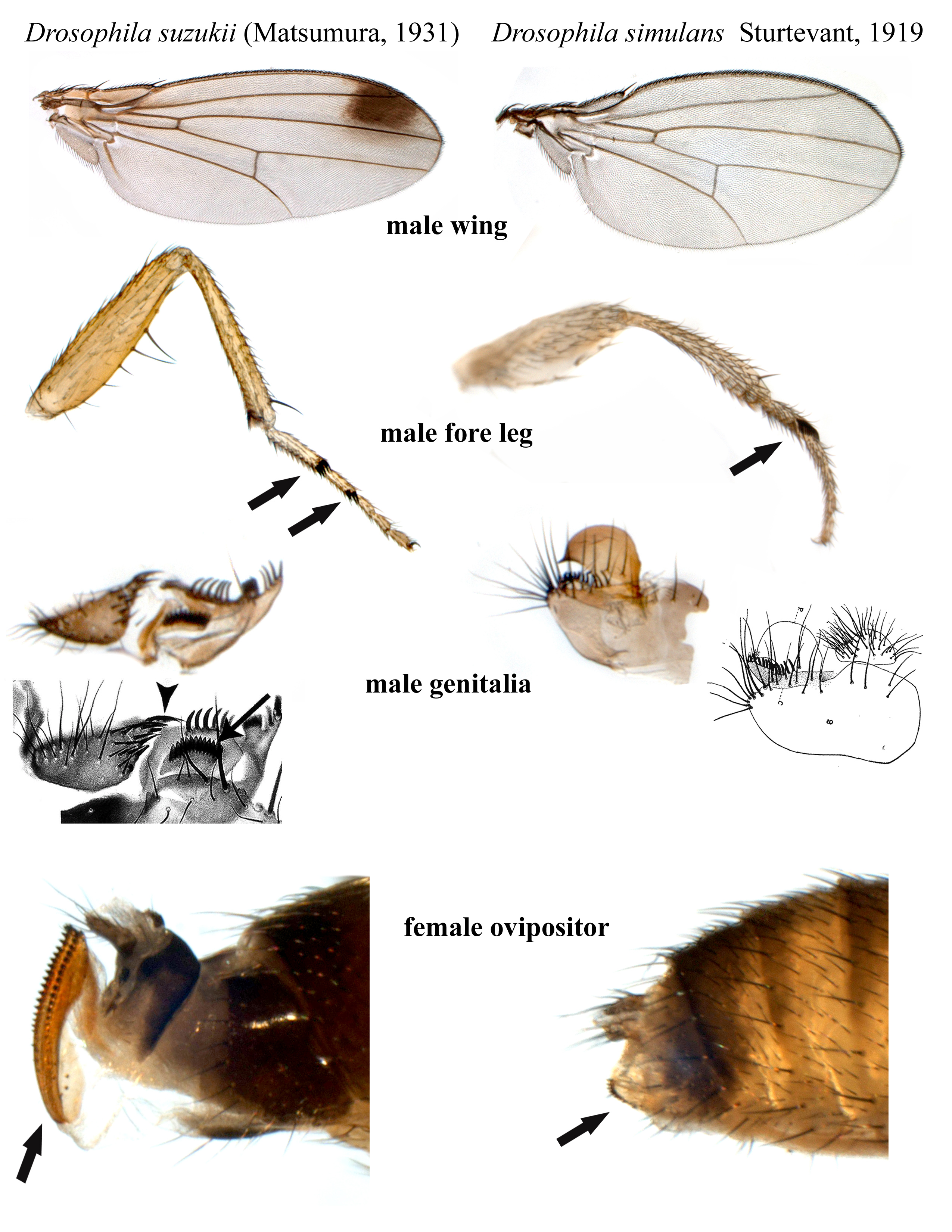
Anatomische Unterschiede von Drosophila suzukii zu Drosophila simulans

## Lebensweise

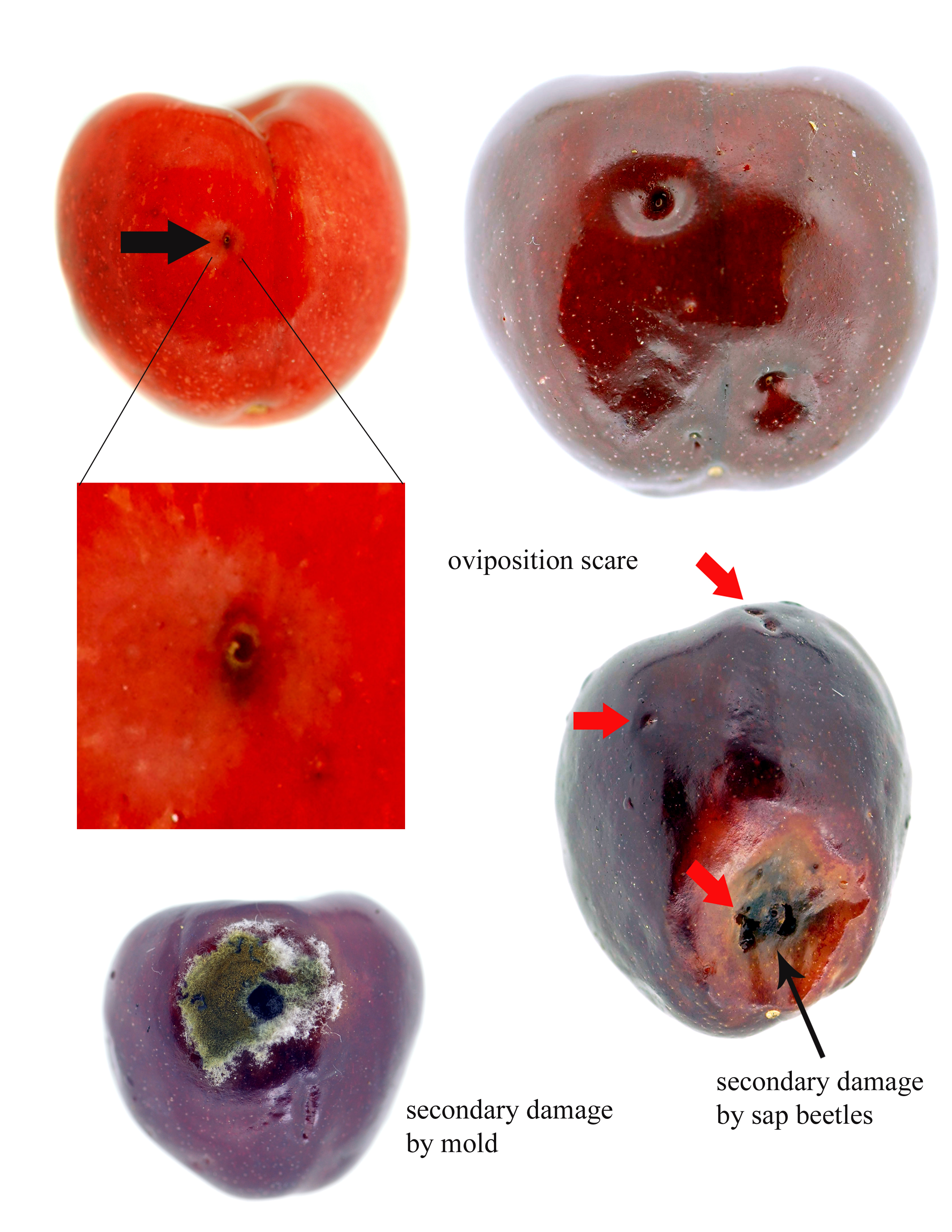
Eiablage und Schadbild

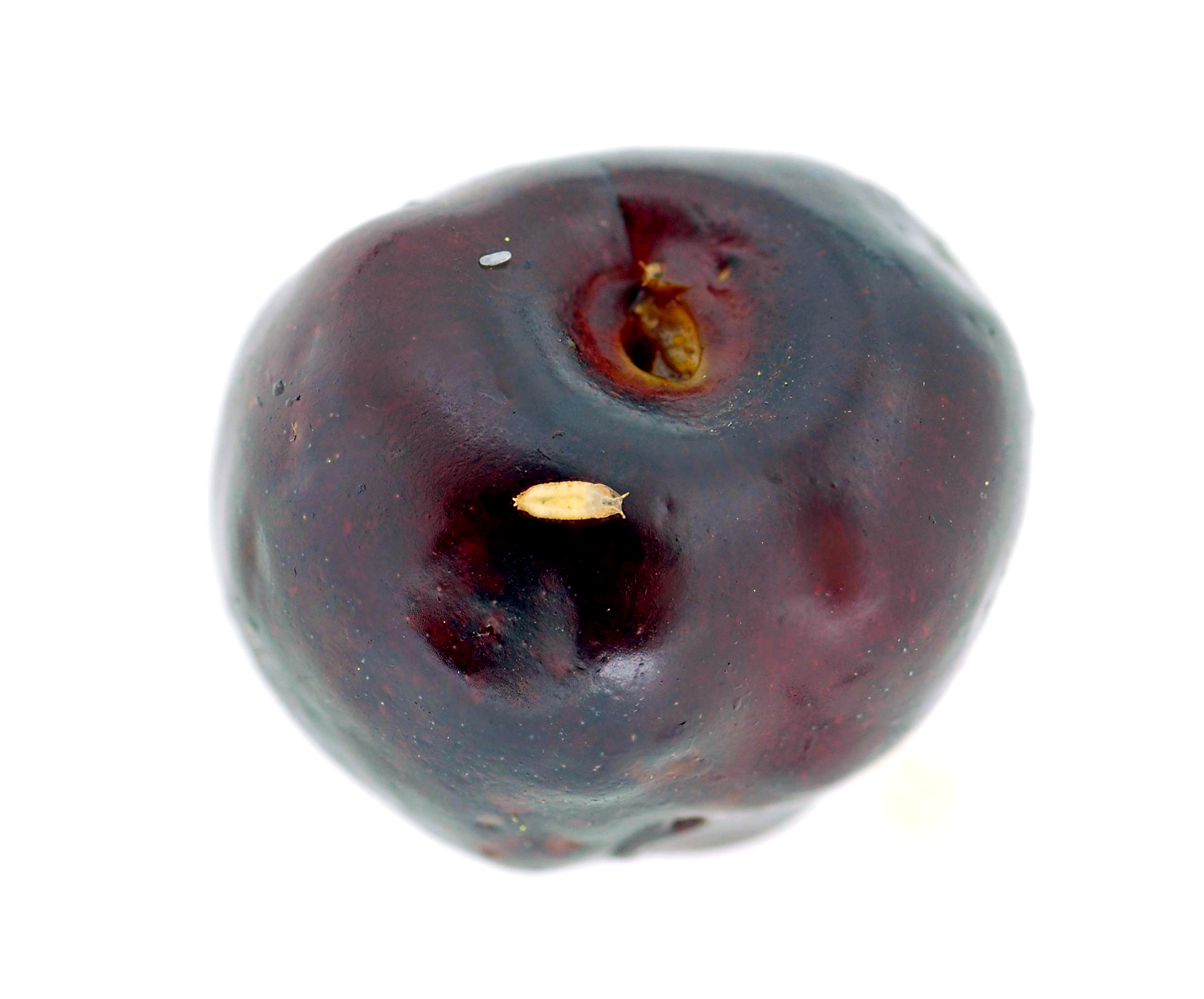
Puppe auf einer Kirsche

Die Kirschessigfliege bevorzugt gemäßigtes Klima. Temperaturen von 30 °C schränken die Aktivitäten und über 32 °C auch die Vermehrung ein. Damit sind große Teile Europas für eine Ansiedlung geeignet. Eine Einschränkung der Entwicklung dürfte es lediglich in sehr heißen Gebieten Südeuropas und in Teilen Nordeuropas geben. Die Lebensdauer von Drosophila suzukii variiert unter den Generationen stark; von wenigen Wochen bis zu 10 Monate. Jährlich sind in Japan bis zu 15 Generationen zu beobachten. In Mitteleuropa wird nicht mit einer so hohen Anzahl von Generationen gerechnet.
Die begatteten Weibchen suchen nach reifen Früchten für die Eiablage. Sie haben einen mit dörnchenartigen Zähnen besetzten Raspelapparat am Ende des Abdomens, mit dem sie die Fruchthaut beschädigen, um anschließend ein Ei in die Frucht zu legen. Pro Tag kann ein Weibchen 7–16 Eier legen; pro Frucht werden 1 Ei bis 3 Eier, insgesamt 300–400 Eier abgelegt, womit Drosophila suzukii ein sehr großes Entwicklungspotenzial hat. Aus der hohen Zahl resultieren enorme Vermehrungsraten und eine schnelle Ansiedlung, die in kurzer Zeit große Schäden verursachen können. Nach zwei Tagen beginnen die geschlüpften Larven im Inneren der Frucht zu fressen. Die Vollendung einer Generation ist bereits innerhalb von 8–14 Tagen möglich. Die Verpuppung kann in oder außerhalb der Frucht erfolgen.
Die Kirschessigfliege überwintert (der Großteil der weiblichen Tiere) als erwachsenes Insekt in einem frostfreien Unterschlupf. Im Frühjahr werden die Tiere bei etwa 10 °C aktiv.

### Wirtspflanzen
Die Fliege befällt Früchte von Wild- und Kulturobstarten mit dünner Schale und stellt daher ein bedeutendes Risiko für Weichobstarten wie Steinobst und Beerenobst dar. Hauptsächlich wird die Süßkirsche befallen, aber auch Pfirsich, Nektarine, Marille, Pflaume, Heidelbeere, Stachelbeere, Brombeere, Himbeere, Erdbeere und Weintraube. Weitere mögliche Wirtspflanzen sind Holunder, Maulbeere, Hartriegel, Kaki, Feige, Melonen, Apfel und Nashi-Birne. Äpfel und Nashi-Birnen werden von der Kirschessigfliege nur befallen, wenn die Schale bereits geschädigt ist. Auch Winzer, speziell jene, die Rotwein-Trauben anpflanzen, klagen über einen Befall ihrer Früchte. Aufgrund der hohen Vermehrungsrate und guten Anpassungsfähigkeit kann sich das Wirtspflanzenspektrum noch erweitern. Untersuchungen des Befalls von Waldpflanzen lassen vermuten, dass diese invasive Fliegenart auch im Wald weitreichende ökologische Konsequenzen wie die reduzierte Samenausbreitung, die Verdrängung einheimischer Fliegenarten und die Reduktion von Nahrungsquellen frugivorer Tiere, insbesondere Vögel, zur Folge hat. Zudem wirkt sich diese Invasion negativ auf Ökosystemleistungen des Waldes für den Menschen aus, sodass Beerensammler gegenüber der Kirschessigfliege bei beliebten Früchten wie der Heidelbeere, dem Schwarzen Holunder oder der Brombeere das Nachsehen haben.

## Verbreitung und wirtschaftliche Bedeutung
Der asiatische Raum ist die ursprüngliche Heimat der Art. Erst in den letzten Jahren (ab 2008) wurde ein Auftreten in Nordamerika und Kanada und in Europa in Spanien, Frankreich, Italien und im Jahr 2011 in der Schweiz, Österreich und Deutschland festgestellt. Die großräumige Verbreitung erfolgt vermutlich durch den Import befallener Früchte. Eine lokale Ausbreitung von einigen Kilometern ist durch die Fliegen selbst möglich.
Von der Pflanzenschutzorganisation für Europa und den Mittelmeerraum (EPPO) wurde Drosophila suzukii als ein Schadorganismus eingestuft, von dem eine große pflanzenschädigende Gefahr für den europäischen Obst- und Weinbau ausgeht. Drosophila suzukii findet in Europa für ihre Etablierung nahezu ideale Lebensräume, obwohl diese in den nördlichen Breiten auch vom Vorhandensein von Überwinterungsplätzen im Umfeld menschlicher Behausungen abhängen.

## Schadbild
Der Befall an den Früchten zeigt sich durch kleine Beschädigungen und eingedrückte weiche Flecken an der Oberfläche. Der Schaden wird durch eine oder mehrere Maden (Larven) verursacht, die das Fruchtfleisch fressen. Befallene Früchte beginnen sehr schnell um die Fraßstelle herum zu verfallen. Aufgrund der sehr schnellen Entwicklung können z. B. bei Kirschen vom Befall nach der Eiablage bis zum Kollabieren der Früchte nur zwei bis drei Tage vergehen. Zudem können nach Befall Sekundärinfektionen durch Pilze oder Bakterien zu einer weiteren Qualitätsverschlechterung (Fäulnis bzw. Essigsäuregärung) beitragen.
In Südfrankreich (bei Erdbeeren bis 80 %), der Schweiz und in Italien wurden bei verschiedenen Kulturen durch Drosophila suzukii bereits beträchtliche Schäden verursacht (im Trentino bei Kirschen, bis zu 90 %, und an Tafeltrauben; und in Südtirol an den Sorten Vernatsch und Lagrein).

## Bekämpfung
Drosophila suzukii befällt gesunde Früchte kurz vor der Ernte. Diese Eigenheit macht sie zu einem schwer zu bekämpfenden Insekt, da unmittelbar vor der Ernte kein Insektizid mehr eingesetzt werden kann; so sind nur direkte Hygienemaßnahmen möglich, wie das Entfernen und Vernichten aller Früchte aus der Anlage z. B. durch Vergraben (30 cm) im Boden oder Vergären. Zur Vernichtung ist Kompostieren nicht geeignet. Das rechtzeitige vollständige engmaschige Einnetzen ist eine weitere Maßnahme, sofern das bei der Kultur möglich ist. Zur Reduktion der Fliegenpopulation können Fangfallen mit einer Fangflüssigkeit (Apfelessig als Lockmittel und zusätzlich noch eine Gelbtafel im Inneren des Behälters) eingesetzt werden. Sie dienen gleichzeitig zur Befallsfeststellung. Zur chemischen Bekämpfung steht im Weinbau der Pflanzenschutzmittelwirkstoff Spinosad zur Verfügung (zugelassen seit April 2014). Es stehen zwei Insektizide zur Verfügung, doch sie sind problematisch – weil teuer und in ihren Erfolgsaussichten nicht gerade erfolgversprechend. Die Mittel sind zudem bienengefährlich. Trotz Spritzung könne sich danach ein neuer Befall ergeben und eine Noternte notwendig werden. Die „chemische Keule“ sollte daher nicht die erste Wahl sein, um dem Schädling zu begegnen. Den Winter kann die Fliege ohnehin nicht überleben. Bei Temperaturen unter minus 3 °C bricht die Population zusammen. Der Einsatz von Spritzmitteln ist nur dann angezeigt, wenn ein sehr starker Befall in der Kultur die Ernte direkt gefährdet. Der präventive Einsatz von Pflanzenschutzmitteln hingegen ist eine Verschwendung von Zeit und Geld.
In der biologischen Schädlingsbekämpfung ist der Einsatz der Asiatischen Schlupfwespe (Ganaspis brasiliensis) eine Möglichkeit die Kirschessigfliege zu bekämpfen. In mehreren Ländern werden oder wurden bereits Freisetzungsversuche mit dieser Schlupfwespenart durchgeführt, welche die Larven des Schädlings parasitiert.